# Montastruc, Lot-et-Garonne
Montastruc là một xã thuộc tỉnh Lot-et-Garonne trong vùng Nouvelle-Aquitaine phía tây nam nước Pháp. Xã này nằm ở khu vực có độ cao trung bình 190 mét trên mực nước biển.
Tại đây có toà lâu đài. Kinh tế xã chủ yếu là nông nghiệp.